# Selección de baloncesto 3x3 de Lituania
La selección de baloncesto 3x3 de Lituania es el combinado que representa a Lituania en las competiciones internacionales de la modalidad de baloncesto 3×3 masculino. Fue subcampeona de la Copa Mundial de Baloncesto 3x3 de 2022.

## Medallero histórico
| Competición    | Oro | Plata | Bronce | Total |
| -------------- | --- | ----- | ------ | ----- |
| Copa Mundial   | 0   | 1     | 0      | 1     |
| Copa de Europa | 0   | 1     | 2      | 3     |
| Total          | 0   | 2     | 2      | 4     |